# Santaquin
La ville de Santaquin est située dans le comté d'Utah, dans l’État de l’Utah, aux États-Unis. Sa population s’élevait à 9 128 habitants lors du recensement de 2010, estimée à 11 062 habitants en 2016.

## Histoire
Santaquin a été fondée en 1851 sous le nom de Summit City.

## Source
- (en) Cet article est partiellement ou en totalité issu de l’article de Wikipédia en anglais intitulé « Santaquin, Utah » (voir la liste des auteurs).